# 起飞/复飞开关
起飞/复飞开关（英語：Takeoff/go-around switch,TO/GA; /ˈtoʊɡə/）是现代大型航空器的一个自动油门挡位，用于起飛和复飞。挡位的用途取决于飞机的状态——通常在進場降落时，自动驾驶仪将转入進場模式，届时如按下TO/GA，飞机的自动油门将转入复飞模式；反之，如自动驾驶仪设置为起飞模式，若按下开关，自动油门则将转入起飞模式。波音飞机的TO/GA开关设在油门杆旁，而空中客车的飞机则需将油门杆推到TO/GA挡位以进行起飞或复飞。

## 起飞
当飞机准备起飞时，如机型为波音飞机，则飞行员将会把N1（低压压缩机转速）调到40%至60%，而空客飞机的N1则为50%。而大型喷气机的驾驶员则会将发动机的N1从怠速状态缓慢推到40%以在应用全功率前稳定发动机以免因其中一台发动机因加速过快而产生巨大的推力差从而造成方向性问题。此举亦可降低压缩机失速的风险。若发动机状态确定稳定，则波音飞行员将会按下TO/GA开关使推力杆自动推到恰当的功率模式，而空客驾驶员则需要手动将推力杆推到TO/GA模式（注：在空客飞机上，如果需要降低起飞功率，推力杆则将会被推到FLX/MCT模式）。在所有情况下，发动机的功率都会增加以便计算起飞功率。现代飞机的飞行管理计算机将会自动设置推力量以达到起飞速度，而这一过程必须考虑到一些因素，诸如跑道长度、风速、温度，以及最为重要的一点——飞机总重。而在老式飞机上，这些作业必须由飞行员处理。这套系统有助于减少发动机的损耗，只需设置好实际需要的动力即可确保飞机达到安全起飞速度。

## 复飞
复飞模式在進場期间使用。若飞行员认为无法安全降落或存在其他有复飞必要的情况，将按下此开关（一般位于油门杆背面）增大引擎功率以复飞。重要的是，TO/GA开关将会改变自动驾驶仪模式，故客机将不再跟随仪表着陆系统设置的下滑道，同时TO/GA还会忽略任何使飞机保持降落状态的自动油门设置。在空客的客机上，TO/GA不会切断自动驾驶，而是停止跟随ILS并自动执行复飞程序。在紧急情况下，使用TO/GA开关一般可以快速中止着陆。
在部分机型中，如自动驾驶仪处于進場失败状态，TO/GA开关会命令自动驾驶仪执行复飞程序。